# Hideki Tsukamoto
Hideki Tsukamoto (塚本 秀樹?, Tsukamoto Hideki; Prefettura di Nagasaki, 9 agosto 1973) è un allenatore di calcio ed ex calciatore giapponese, di ruolo portiere, preparatore dei portieri dell'Avispa Fukuoka.